# Palaeacanthocephala
Los paleacantocéfalos (Palaeacanthocephala, gr. ancantocéfalos antiguos) son una clase de acantocéfalos cuyos adultos parasitan fundamentalmente peces, aves y mamíferos acuáticos.
En estos animales, el núcleo de le hiperdermis está fragmentado y los machos tienen 7 glándulas cementantes, a diferencia de los arqueoacantocéfalos que tienen 8.